# شهرستان السبره
ناحیهٔ السبره (به عربی: مدیریة السبرة) یک ناحیه در یمن است که در استان اب واقع شده‌است.

ناحیهٔ السبره  ۶۹٬۸۷۲ نفر جمعیت دارد.